# Oryzidium
Oryzidium é um género botânico pertencente à família Poaceae.
1. ↑  «Oryzidium — World Flora Online». www.worldfloraonline.org. Consultado em 19 de agosto de 2020